# Dolmen de Stramousse
Le dolmen de Stramousse est un dolmen situé à Cabris, dans le département des Alpes-Maritimes en France.

## Description
Le dolmen est inclus dans un tumulus de 15 m de diamètre désormais entaillé par un mur. La chambre est délimitée par cinq orthostates et des murets.
Les restes osseux de trente-cinq à quarante individus, dont plusieurs enfants, y ont été découverts. Certains ossements présentent des traces d'incinération et des charbons de bois et de la cendre ont été retrouvés dans la chambre funéraire. Le mobilier funéraire comprend des éléments de parure (coquilles, perles discoïdes, défenses de sanglier, pendeloques, anneaux et perles en bronze, fibule) et des tessons de poteries. L'ensemble indique une utilisation du dolmen du Néolithique final (Campaniforme) jusqu'à l'âge du bronze.